# Bánya Bernadett
Boldog Bánya Bernadett, eredeti nevén Bánya Terézia, horvátul Tereza Banja (Nagygordonya, 1912. június 17. – Goražde, 1941. december 15.) az Isteni Szeretet Leányai Kongregációjának apácanővére a drinai vértanúk egyike, aki 1941. december 15-én a boszniai Goraždéban szenvedett vértanúságot hitéért.

## Élete
Édesapja Bánya József (Josip Banja) a magyarországi Kaposváron született, majd első felesége halála után fiával Horvátországba települt át. Itt vette feleségül később Kovács Terézt (Tereza Kovač), akinek nagyszülei szintén magyar származásúak voltak. A házasságából tizenhárom gyermek született, akik közül hat meghalt. Terézia a tizenkettedik volt a sorban. Szülei, akik a ferences harmadrendhez tartoztak, jelentős szerepet vállaltak a helyi egyházi életben. Édesapja a magyarul nem tudó plébános helyett magyar nyelven tartotta a kapcsolatot a hívőkkel, akiknek beszédeket tartott és együtt imádkozott velük. Gyakran gyűltek össze imára a hívek lakásukon és tevékenyen részt vett a szertartásokban is.
Terézia már kislányként kitűnt szerénységével. Már gyermekkorában szerzetes nővér akart lenni. 1929-ben, 17 évesen édesapja kísérte el az Isteni Szeretet Leányai zárdájába. Még ez év decemberében Szarajevóba helyezték át. Itt kezdte meg a noviciátust közvetlenül előkészítő időszakot. 1930. augusztus 5-én kezdte meg a noviciátust és öltötte magára
az Isteni Szeretet Leányai ruháját. A szerzetesrendben a Bernadett Mária nevet választotta. Kezdettől fogva kitűnt szorgalmával és azzal, hogy válogatás nélkül minden munkát, amit rábíztak, lelkiismeretesen elvégzett. Szarajevó közelében, Paléban működött a Mária-otthon, amelyet eredetileg a beteg nővérek, valamint a Szent József Intézetben ténykedő tanítónők részére száz évvel azelőtt alapított a kongregáció. Bernadett nővér is ide került és különösen a konyhai munkában jeleskedett.

## Vértanúsága
1941. április 6-án a náci Németország megtámadta Jugoszláviát, ezzel Palét is elérte a második világháború. Az otthon egy idő után a szükségben élők menedékháza lett, ahova bárki betérhetett egy tál ételért, szállásért, lelki vigaszért. A nővérek nem tettek különbséget az emberek vallása alapján, mindenkit támogattak. A jugoszláv kormány is fejvesztve menekült a lebombázott Belgrádból. Bernadett nővér öt napig főzött a halálra rémült miniszterekre és családtagjaikra. Mindenfelé lövések dördültek, bombák hullottak és gránátok robbantak a városban. A házban öt nővér maradt, Jula Ivanišević horvát házfőnöknő, az osztrák Berchmana Leidenix, a szlovén Krizina Bojanc és Antonija Fabjan, valamint a magyar Bánya Bernadett.
1941. december 11-én csetnikek törtek rá az otthonra. Az épületet kirabolták, majd felgyújtották. A nővéreket a hóban, hiányos ruházatban hajtották Goražde felé. A hetvenhat éves Berchmana nővér annyira legyengült, hogy képtelen volt folytatni az utat, így Sjetlinában őrizetbe vették, ahol később meggyilkolták. A négy fiatalabb szerzetes nővért Goraždéba vitték, és egy kaszárnya második emeleti szobájába zárták őket. Még aznap, december 15-én rájuk törtek a csetnikek, akik csak a nőt látták bennük. A nővérekre vetették magukat. Ők minden erővel védelmezték magukat, hogy tisztasági fogadalmukat betarthassák. Végül Jula nővérnek sikerült kiszabadítania magát, és a második emeleti ablakból a mélybe vetette magát. Tettét a három másik nővér is követte. A nővérek azonban nem haltak meg rögtön, súlyosan sebesülten feküdtek az épület tövében. Az őrjöngő, részeg csetnikek utánuk rohantak, és késeikkel halálra szurkálták őket. Végül holttesteiket a Drinába dobták.

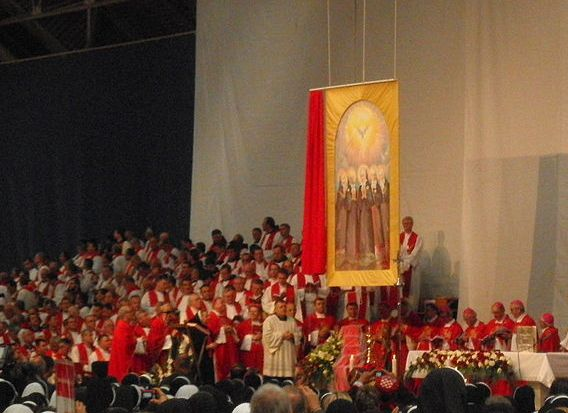
A boldoggá avatás 2011-ben Szarajevóban

## Boldoggá avatása
Boldoggá avatási eljárását négy vértanú társával együtt 1999-ben Szarajevóban indították meg és három év múltán zárták le eredményesen. A teljes dokumentációt ezután Rómába, a Szenttéavatási Ügyek Kongregációja elé vitték. A boldoggá avatási dekrétumot 2011. január 14-én írta alá XVI. Benedek pápa. Az ünnepélyes kihirdetésre Szarajevóban került sor 2011. szeptember 24-én.